# Copa NBT
La Copa NBT (NBT Cup en inglés), también conocida como National Bank of Tuvalu Cup es una competición entre clubes de fútbol de Tuvalu.

## Palmarés
| Año  | Campeón                                                     | Marcador                                                    | Subcampeón                                                  |
| ---- | ----------------------------------------------------------- | ----------------------------------------------------------- | ----------------------------------------------------------- |
| 2006 | FC Tofaga                                                   | 2-1                                                         | Tumanuku                                                    |
| 2007 | FC Tofaga                                                   | 1-0                                                         | Manu Laeva                                                  |
| 2008 | FC Tofaga                                                   | 3-1                                                         | Nanumaga                                                    |
| 2009 | Nauti FC                                                    | 3-1                                                         | FC Tofaga                                                   |
| 2010 | Nauti FC                                                    | 7-1                                                         | Nui                                                         |
| 2011 | FC Tofaga                                                   | 5-1                                                         | Tamanuku                                                    |
| 2012 | FC Tofaga                                                   | 2-1                                                         | Manu Laeva                                                  |
| 2013 | Tumanuku                                                    | 4-2                                                         | FC Tofaga                                                   |
| 2014 | No se celebró debido a la renovación del campo de aviación. | No se celebró debido a la renovación del campo de aviación. | No se celebró debido a la renovación del campo de aviación. |
| 2015 | All White (Vaitupu)                                         |                                                             |                                                             |
| 2016 | Nauti FC                                                    | 1-0                                                         | Nanumaga                                                    |
| 2017 | Vaoloa                                                      |                                                             |                                                             |
| 2018 | Lofeagai                                                    | 2-1                                                         | FC Tofaga                                                   |
| 2019 | FC Tofaga                                                   | 2-1                                                         | N.N.                                                        |
| 2020 | Nauti FC                                                    |                                                             | FC Tofaga                                                   |
| 2021 | FC Tofaga                                                   | 4-3                                                         | Lakena United                                               |

## Títulos por equipo
| Club                | Títulos | Subtítulos | Años campeón                             | Años subcampeón        |
| ------------------- | ------- | ---------- | ---------------------------------------- | ---------------------- |
| FC Tofaga           | 7       | 4          | 2006, 2007, 2008, 2011, 2012, 2019, 2021 | 2009, 2013, 2018, 2020 |
| Nauti FC            | 4       | 0          | 2009, 2010, 2016, 2020                   | ----                   |
| Tamanuku            | 1       | 2          | 2013                                     | 2006, 2011             |
| All White (Vaitupu) | 1       | 0          | 2015                                     | ----                   |
| Vaoloa              | 1       | 0          | 2017                                     | ----                   |
| Lofeagai            | 1       | 0          | 2018                                     | ----                   |
| Manu Laeva          | 0       | 2          | ----                                     | 2007, 2012             |
| Nanumaga            | 0       | 2          | ----                                     | 2008, 2016             |
| Nui                 | 0       | 1          | ----                                     | 2010                   |
| Lakena United       | 0       | 1          | ----                                     | 2021                   |

## Palmarés Segunda División
| Año  | Campeón         | Marcador       | Subcampeón      |
| ---- | --------------- | -------------- | --------------- |
| 2006 | Tofaga B        |                | Lakena United B |
| 2007 | Tofaga B        |                |                 |
| 2008 | Tofaga B        | 3-1            | Lakena United B |
| 2009 | Tofaga B        | 3-2            | Nauti B         |
| 2010 | Nauti B         | 2-1            | Tofaga B        |
| 2011 | Lakena United B | 0-0 (6-5 pen.) | Tofaga B        |
| 2012 | Tofaga B        | 1-0            | Nauti B         |
| 2020 | Nauti B         |                | Niukita         |
| 2021 | Tofaga B        | 3-0            | Pukapili        |

### Títulos por equipo
| Club            | Títulos | Subtítulos | Años campeón                       | Años subcampeón |
| --------------- | ------- | ---------- | ---------------------------------- | --------------- |
| Tofaga B        | 6       | 2          | 2006, 2007, 2008, 2009, 2012, 2021 | 2010, 2011      |
| Nauti B         | 2       | 2          | 2010, 2020                         | 2009, 2012      |
| Lakena United B | 1       | 2          | 2011                               | 2006, 2008      |
| Niukita         | 0       | 1          | ----                               | 2020            |
| Pukapili        | 0       | 1          | ----                               | 2021            |